# Илко Ескенази
Илко Моис Ескенази е български юрист и политик.

## Биография

### Образование
Роден е във Варна на 20 май 1949 г. в семейството на адвокат, сефарадски евреин и майка българка, чийто баща Никола Попов е бил кмет на Варна (1926 – 1930). През 1967 г. завършва Първа гимназия във Варна със златен медал. През 1964 г. става шампион на България по тенис за пионери. През 1972 г. завършва с отличие Юридическия факултет на Софийския университет.
След военната служба от пролетта на 1974 г. работи няколко месеца като юрисконсулт на Териториалния изчислителен център във Варна. От 1975 г. е редовен аспирант в Института за държавата и правото на БАН, отначало с научен ръководител проф. Живко Сталев, а по-късно, поради насочването на темата към въпросите на интелектуалната собственост и по-специално към правните проблеми на програмните продукти за електронно- изчислителни машини – доц. Симеон Джелепов. През 1980 г. защитава успешно кандидатска дисертация на тема „Гражданскоправен режим на програмите за електронно-изчислителни машини“.

### Кариера на юрист
По време на аспирантурата е привлечен като експерт в тогавашния Държавен комитет за наука и технически прогрес и е един от основните автори на Наредба № 8 от 1979 г., с която за първи път в България на програмистите се признава творческият характер на създаването на програми и дори им се дават малки материални стимули. Тази наредба е новост не само за България, а предизвиква интерес в Европа, вкл. в OMPI (WIPO) – Международната организация по интелектуална собственост в Женева. Благодарение на негови доклади, изказвания и публикации в издания на OMPI българските постижения в тази област получават международно признание.
След завършване на аспирантурата е избран за научен сътрудник в Института за държавата и правото на БАН, където се хабилитира през 1990 г. В периода 1976 – 1994 г. публикува множество научни статии. Илко Ескенази започва педагогическата си дейност още като аспирант. Първоначално води упражнения в областта на гражданското право и по-точно, свързани с интелектуалната собственост, по-късно чете лекции – на студентите от Юридическия факултет на Софийския университет, в Школата по патентно право към ВМЕИ, София и в Икономическия университет – Варна. Като специалист по въпросите на интелектуалната собственост дълги години е близък сътрудник под различни форми на ИНРА.

### Кариера в политиката
През 1990 г. е избран за народен представител от СДС във Великото народно събрание, където става и председател на комисията по имуществата на партиите, а през 1991 г., като водач на листата на СДС в Добрич – в XXXVI народно събрание. Инициатор е или основен разработчик на много закони, свързани с икономическото развитие, инвестициите, интелектуалната собственост и др.
През 1992 г. е заместник министър-председател в правителството на Филип Димитров. Оглавява междуведомствената комисия по асоцииране на България към Европейския съюз, която провежда седем кръга преговори и множество консултации, в резултат на което през 1993 година асоциирането става факт. В началото на 1991 г. Илко Ескенази, заедно с други български евреи – учени, политици, дейци на културата – основава Еврейски комитет ЦИОН и е избран за първи негов председател, какъвто остава до смъртта си.
От 1990 г. до смъртта си на 28 септември 1994 г. той е вицепрезидент на Международната фондация „Св. св. Кирил и Методий“, където играе важна роля в стабилизирането на фондацията в първите години след промените.
На 28 септември 1994 г. Илко Ескенази умира от удавяне при инцидент с джет в морето пред хотел „Нимфа“ във ваканционното селище „Ривиера“ край Варна, което тогава е почивна станция на властта.

## Памет
След неговата смърт неговите близки и приятели заедно с ръководството на Фондацията основават Мемориален фонд „Д-р Илко Ескенази“ към Фондацията, който ежегодно подбира с конкурс способни студенти в областта на правото и икономиката, дава им ежемесечни стипендии, организира им срещи с видни учени, политици, дипломати, а така също в продължение на 3 – 4 години до завършване на висшето им образование с помощта на научни ръководители ги подпомага в разработването на теми, свързани с интеграцията на България към Европа. От 2005 г. Мемориалният фонд организира конкурс за разработки на млади хора по въпросите на европейската интеграция в областите право и икономика.
През 2014 г. семейството на брат му Аврам Ескенази учредява и финансира ежегодна награда "Моис и Илко Ескенази" за най-добър студент по информатика в Икономически университет - Варна.
През 1998 г. получава посмъртно наградата „Йони Нетаняху“ за цялостната си дейност приживе и доблестното си поведение като гражданин и политик.